# Der breite Eschel
Das Naturschutzgebiet Der breite Eschel liegt auf dem Gebiet der Stadt Kempen im Kreis Viersen in Nordrhein-Westfalen. Das etwa 3,40 ha große Gebiet, das im Jahr 1988 unter Naturschutz gestellt wurde, erstreckt sich westlich des Stadtteils Voesch der Stadt Kempen.